# 忠诚章

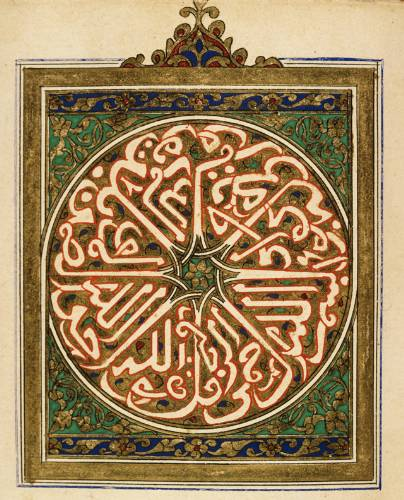

忠诚章（阿拉伯语：‎，也作阿拉伯语：‎），一译纯洁、真诚等，音译伊贺俩素、伊赫拉斯、以赫拉斯等，是《古兰经》第112章（苏拉）经文。在伊斯兰教早期，《古兰经》中的许多苏拉在不同地区都有着不同的称呼，忠诚章也是其中之一。该章强调认主以及真主的唯一性，包含四个节句（阿亞）。

## 内容

### 原文及转写
بِسْمِ ٱللَّهِ ٱلرَّحْمَٰنِ ٱلرَّحِيمِ ۝‎

قُلْ هُوَ ٱللَّهُ أَحَدٌ ۝١‎

¹ 

ٱللَّهُ ٱلصَّمَدُ ۝٢‎

² 

لَمْ يَلِدْ وَلَمْ يُولَدْ ۝٣‎

³ 

وَلَمْ يَكُن لَّهُۥ كُفُوًا أَحَدٌۢ ۝٤‎

⁴ 

### 汉译
奉至仁至慈的真主之名

1 你说：他是真主，是独一的主

2 真主是万物所仰赖的；

3 他没有生产，也没有被生产；

4 没有任何物可以做他的匹敌。

奉普慈特慈安拉之名

（一）你说！“他，安拉是独一的。

（二）安拉是无求的。

（三）他未产，未被产。

（四）无一是他的对等的。”

奉普慈特慈安拉之名

[1]你说，他是安拉，是独一的。

[2]安拉是众所乞求的。

[3]他未生育，也未被生育。

[4]没有一物是他的匹配。

奉普慈特慈的安拉之名

你［穆圣］说：“他是安拉，是独一的主。

安拉是无所求的，是万物所需求的。

他不生［儿］育［女］，也不［是］被生育［的］。

绝没有任何物能做他的匹敌。